# U-21-Fußball-Europameisterschaft 2002/Qualifikation
An der Qualifikation für die U-21-Fußball-Europameisterschaft 2002 beteiligten sich 47 Nationalteams und ermittelten die Teilnehmer für die Endrunde, die in der Zeit von 16. bis 28. Mai 2002 in der Schweiz ausgetragen wurde.
Die Ausscheidungsspiele in den neun Qualifikationsgruppen wurden am 1. September 2000 gestartet und am 27. Oktober 2001 abgeschlossen. Die Entscheidungsspiele für den Einzug in die Endrunde wurden in der Zeit vom 9. bis 14. November 2001 ausgetragen.
Während sich die veranstaltende Schweiz für die Endrunde qualifizieren konnte, mussten Deutschland und Österreich bereits nach den Gruppenspielen ausscheiden.

## Modus
Die 47 Nationalteams wurden in neun Gruppen – eine Gruppe zu vier Teams, fünf Gruppen zu fünf Teams und drei Gruppen zu sechs Teams – gelost. Die Nationalauswahlen hatten ihre Begegnungen mit Hin- und Rückspiel auszutragen. Die jeweiligen Gruppensieger (gelb gekennzeichnet) sowie die besten Zweitplatzierten (grün) waren für die Entscheidungsspiele für den Einzug in die Endrunde qualifiziert. Diese ermittelten dann in Hin- und Rückspiel die acht Teilnehmer an der Endrunde.

## Teilnehmer
| Gruppe 1       | Gruppe 2    | Gruppe 3   | Gruppe 4       | Gruppe 5 |
| -------------- | ----------- | ---------- | -------------- | -------- |
| BR Jugoslawien | Estland     | Bulgarien  | Aserbaidschan  | Armenien |
| Luxemburg      | Irland      | Dänemark   | Nordmazedonien | Norwegen |
| Russland       | Niederlande | Island     | Moldau         | Polen    |
| Schweiz        | Portugal    | Malta      | Schweden       | Ukraine  |
| Slowenien      | Zypern      | Nordirland | Slowakei       | Wales    |
|                |             | Tschechien | Türkei         | Belarus  |

| Gruppe 6   | Gruppe 7                | Gruppe 8 | Gruppe 9     |
| ---------- | ----------------------- | -------- | ------------ |
| Belgien    | Bosnien und Herzegowina | Georgien | Albanien     |
| Kroatien   | Frankreich              | Italien  | Deutschland  |
| Lettland   | Israel                  | Litauen  | England      |
| Schottland | Österreich              | Rumänien | Finnland     |
|            | Spanien                 | Ungarn   | Griechenland |

## Abschneiden der deutschsprachigen Mannschaften

### Deutschland
Gemeinsam mit England ging Deutschland als Favorit in die Qualifikationsgruppe. Der Auftakt war mit einem 2:1-Sieg über Griechenland und einen 1:1-Unentschieden in England durchaus erfolgreich. Nach einem 8:0-Schützenfest gegen Albanien, in dem Christian Timm binnen nur acht Minuten ein lupenreiner Hattrick gelang, endete das Rückspiel in Griechenland mit einer enttäuschenden 0:2-Niederlage. Dramatisch verlief das entscheidende Heimspiel gegen England in Freiburg im Breisgau. Die Gäste wähnten sich bereits als Sieger, als Metzelder in der ersten Minute der Nachspielzeit noch der Ausgleich gelang. Damit wäre Deutschland Gruppensieger gewesen, doch die Engländer schlugen unmittelbar vor Abpfiff nochmals zurück und erzielten durch Jeffers noch das 1:2, womit England als Gruppensieger feststand. Deutschland war damit punktegleich mit Griechenland und fiel durch den direkten Vergleich der beiden Spiele auf den dritten Platz zurück und musste ausscheiden.
- Spielerkader (Qualifikation): Manuel Benthin (8 Spiele), Florian Bruns (8), Fabian Ernst (8), Christoph Metzelder (8), Christian Rahn (8), Arne Friedrich (7), Timo Hildebrand (7), Bernd Korzynietz (7), Markus Pröll (7), Mahmut Yilmaz (7), Daniel Bierofka (6), Tim Borowski (6), Paul Freier (6), Tobias Willi (6), Sebastian Schindzielorz (5), Markus Daun (4), Anel Džaka (4), Sebastian Kehl (4), Benjamin Köhler (4), Christian Timm (4), Sven Müller (3), Ferydoon Zandi (3), Michael Zepek (3), Fabian Gerber (2), Marcel Rapp (2), Andreas Voss (2), Stefan Wessels (2), Clemens Fritz (1), Michael Kümmerle (1), Christoph Preuß (1) – Teamchefs: Bernd Stöber (Spiel 1) und Hannes Löhr (Spiele 2–8).

### Österreich
Mit Frankreich und Spanien wurden Österreich in der Qualifikation zwei übermächtige Gegner zugelost. Lediglich einmal konnte mit einem 2:1-Sieg über Spanien ein Achtungserfolg erzielt werden. Gegen Gruppensieger Frankreich reichte es daheim immerhin zu einem 1:1-Unentschieden. Am Ende musste Österreich jedoch auch Israel den Vortritt lassen und schloss die Qualifikation mit dem enttäuschenden vierten Platz ab.
- Spielerkader (Qualifikation): Volkan Kahraman (8 Spiele), Helge Payer (8), Hannes Forster (7), Alexander Hörtnagl (7), Markus Kiesenebner (7), Paul Scharner (7), Hans-Peter Berger (6), Roland Linz (6), Manuel Ortlechner (6), Emanuel Pogatetz (6), Tino Wawra (6), Christoph Stückler (5), Ferdinand Feldhofer (4), Thomas Hirsch (4), Pascal Ortner (4), Yüksel Sariyar (4), Andreas Ivanschitz (3), Markus Katzer (3), Philipp Katzler (3), Wolfgang Mair (3), Joachim Standfest (3), Mario Steiner (3), Florian Sturm (3), Roman Wallner (3), Alexander Ziervogel (3), Mathias Brandmayer (2), Ümit Erbay (2), Jochen Fallmann (2), Günter Friesenbichler (2), Franz Königshofer (2), Marko Türtscher (2), Thomas Eller (2), Thomas Mandl (2), Yalcin Demir (1), Jürgen Friedl (1), Jürgen Kampel (1), Joachim Parapatits (1), Richard Strohmayer (1) – Teamchef: Willibald Ruttensteiner.

### Schweiz
Die Schweiz ging mit dem hohen Ziel Gruppensieger zu werden, in die Qualifikationsgruppe. Schließlich wollte sie als Veranstalter – diesem stand 2002 noch kein Fixplatz zu – bei der Endrunde dabei sein. Mit Jugoslawien und Russland warteten jedoch zwei harte Konkurrenten. Nach vier Siegen und drei Unentschieden kam es in Ramenskoje gegen Russland zu einem echten Endspiel. Den Eidgenossen gelang durch Magnin (2. Minute) ein Blitzstart. Die Hausherren zeigten sich davon jedoch wenig beeindruckt und gingen nach 16 Minuten 3:1 in Führung. Die Schweiz bewies jedoch großartige Moral und erzielte durch Cabanas zuerst den Anschlusstreffer (60.), ehe diesem neun Minuten vor dem Ende auch der viel umjubelte Ausgleich gelang. Damit sicherte sich die Schweiz die Teilnahme an den Entscheidungsspielen für den Einzug in die Endrunde.
- Spielerkader (Qualifikation): Elvir Melunovic (8 Spiele), Mario Eggimann (8), Nicolas Beney (8), Roman Friedli (8), Stéphane Grichting (8), André Muff (7), Dilaver Satilmis (7), Rémo Meyer (7), Stephan Keller (7), Thierry Bally (7), Daniel Greco (6), Daniel Gygax (6), Reto Zanni (6), Ricardo Cabanas (6), Ludovic Magnin (4), Nicolas Marazzi (4), Alexander Frei (3), Ivan Previtali (3), Johann Berisha (3), Luca Denicolà (3), Pascal Oppliger (3), Philipp Meyer (3), Roland Schwegler (3), Mario Raimondi (2), Christophe Simon (1), Fabio Coltorti (1), Julien Stauffer (1), Marc Schneider (1), Nenad Savić (1), Rainer Bieli (1), Reto Bolli (1), Thierno Bah (1), Vural Oenen (1) – Teamchefs: Jakob Kuhn (Spiele 1–5) und Bernard Challandes (Spiele 6–8).

In den Entscheidungsspielen für den Einzug in die Endrunde wurde der Schweiz die Ukraine zugelost. Die Eidgenossen konnten dabei durch einen Last-Minute-Treffer von Muff ein 2:1-Auswärtserfolg. Im Heimspiel ging die Ukraine zwar 1:0 in Führung, doch setzte sich die Schweiz schließlich mit 2:1 durch und schaffte damit souverän die Qualifikation für die Endrunde.
- Spielerkader (Entscheidungsspiele): Alexander Frei, André Muff, Daniel Gygax, Dilaver Satilmis, Elvir Melunovic, Johann Berisha, Mario Eggimann, Nicolas Beney, Pascal Oppliger, Rémo Meyer, Reto Zanni, Ricardo Cabanas, Roman Friedli, Stephan Keller, Stéphane Grichting, Thierry Bally, Thierno Bah1), Daniel Greco1), Ludovic Magnin2), Nicolas Marazzi2) – Teamchef: Bernard Challandes.

## Qualifikationsgruppen

### Gruppe 1
Tabelle
| Pl. | Land           | Sp. | S | U | N | Tore    | Diff. | Punkte |
| --- | -------------- | --- | - | - | - | ------- | ----- | ------ |
| 1.  | Schweiz        | 8   | 4 | 4 | 0 | 022:200 | +2    | 16     |
| 2.  | Russland       | 8   | 4 | 3 | 1 | 023:900 | +14   | 15     |
| 3.  | BR Jugoslawien | 8   | 4 | 3 | 1 | 022:110 | +11   | 15     |
| 4.  | Slowenien      | 8   | 2 | 2 | 4 | 010:100 | ±0    | 08     |
| 5.  | Luxemburg      | 8   | 0 | 0 | 8 | 001:380 | −37   | 0      |

Spielergebnisse
| 1. September 2000 | Luzern      | Schweiz     | – | Russland    | 3:1 |
| Tore: 0:1 Ramazanov (27.), 1:1 Frei (59.), 2:1 Cabanas (79.), 3:1 Muff (83.)                                                |             |             |   |             |     |
| 3. September 2000 |             | Luxemburg   | – | Jugoslawien | 0:3 |
| 6. Oktober 2000 |             | Luxemburg   | – | Slowenien   | 1:5 |
| 10. Oktober 2000 | Nova Gorica | Slowenien   | – | Schweiz     | 0:0 |
| Tore: keine |             |             |   |             |     |
| 11. Oktober 2000 |             | Russland    | – | Luxemburg   | 2:0 |
| 23. März 2001 | Novi Sad    | Jugoslawien | – | Schweiz     | 3:3 |
| Tore: 0:1 Meyer (23.), 1:1 Brnović (33.), 1:2 Greco (56., Elfm.), 2:2 Delibašić (64.), 2:3 Greco (69.), 3:3 Delibašić (74.) |             |             |   |             |     |
| 24. März 2001 |             | Russland    | – | Slowenien   | 0:0 |
| 27. März 2001 |             | Slowenien   | – | Jugoslawien | 1:2 |
| 27. März 2001 | Muri        | Schweiz     | – | Luxemburg   | 6:0 |
| Tore: 1:0 Cabanas (14.), 2:0 Greco (18.), 3:0 Gygax (24.), 4:0 Zanni (35.), 5:0 Cabanas (45., Elfm.), 6:0 Cabanas (89.)     |             |             |   |             |     |
| 25. April 2001 |             | Jugoslawien | – | Russland    | 2:2 |

### Gruppe 2
Tabelle
| Pl. | Land        | Sp. | S | U | N | Tore    | Diff. | Punkte |
| --- | ----------- | --- | - | - | - | ------- | ----- | ------ |
| 1.  | Portugal    | 8   | 6 | 1 | 1 | 022:400 | +18   | 19     |
| 2.  | Niederlande | 8   | 5 | 2 | 1 | 020:700 | +13   | 17     |
| 3.  | Irland      | 8   | 4 | 1 | 3 | 010:700 | +3    | 13     |
| 4.  | Zypern      | 8   | 3 | 0 | 5 | 009:170 | −8    | 09     |
| 5.  | Estland     | 8   | 0 | 0 | 8 | 002:280 | −26   | 0      |

Spielergebnisse
| 1. September 2000 |  | Niederlande | – | Irland      | 2:0 |
| 2. September 2000 |  | Estland     | – | Portugal    | 1:3 |
| 6. Oktober 2000   |  | Zypern      | – | Niederlande | 0:1 |
| 6. Oktober 2000   |  | Portugal    | – | Irland      | 3:1 |
| 10. Oktober 2000  |  | Niederlande | – | Portugal    | 1:1 |
| 10. Oktober 2000  |  | Irland      | – | Estland     | 1:0 |
| 23. März 2001     |  | Zypern      | – | Irland      | 0:1 |
| 27. März 2001     |  | Zypern      | – | Estland     | 3:1 |
| 27. März 2001     |  | Portugal    | – | Niederlande | 3:0 |
| 24. April 2001    |  | Niederlande | – | Zypern      | 4:2 |

### Gruppe 3
Tabelle
| Pl. | Land       | Sp. | S | U | N | Tore    | Diff. | Punkte |
| --- | ---------- | --- | - | - | - | ------- | ----- | ------ |
| 1.  | Tschechien | 10  | 9 | 1 | 0 | 028:500 | +23   | 28     |
| 2.  | Bulgarien  | 10  | 5 | 3 | 2 | 016:170 | −1    | 18     |
| 3.  | Dänemark   | 10  | 4 | 3 | 3 | 018:120 | +6    | 15     |
| 4.  | Island     | 10  | 3 | 2 | 5 | 013:170 | −4    | 11     |
| 5.  | Nordirland | 10  | 2 | 2 | 6 | 012:210 | −9    | 08     |
| 6.  | Malta      | 10  | 0 | 4 | 6 | 005:200 | −15   | 04     |

Spielergebnisse
| 1. September 2000 |  | Bulgarien  | – | Tschechien | 1:0  |
| 1. September 2000 |  | Island     | – | Dänemark   | 0:0  |
| 1. September 2000 |  | Nordirland | – | Malta      | 3:0* |
| 6. Oktober 2000   |  | Bulgarien  | – | Malta      | 2:0  |
| 6. Oktober 2000   |  | Tschechien | – | Island     | 2:1  |
| 6. Oktober 2000   |  | Nordirland | – | Dänemark   | 0:3  |
| 10. Oktober 2000  |  | Malta      | – | Tschechien | 0:1  |
| 10. Oktober 2000  |  | Island     | – | Nordirland | 2:5  |
| 10. Oktober 2000  |  | Dänemark   | – | Bulgarien  | 2:2  |
| 23. März 2001     |  | Bulgarien  | – | Island     | 1:0  |
| 23. März 2001     |  | Malta      | – | Dänemark   | 0:0  |
| 23. März 2001     |  | Nordirland | – | Tschechien | 0:2  |
| 27. März 2001     |  | Bulgarien  | – | Nordirland | 2:0  |
| 27. März 2001     |  | Tschechien | – | Dänemark   | 3:0  |
| 24. April 2001    |  | Malta      | – | Island     | 1:1  |

| * | Das Spiel endete 1:1 unentschieden, wurde jedoch nachträglich wegen Einsatzes eines unberechtigten Spielers bei Malta mit 3:0 für Nordirland strafbeglaubigt |

### Gruppe 4
Tabelle
| Pl. | Land           | Sp. | S | U | N | Tore    | Diff. | Punkte |
| --- | -------------- | --- | - | - | - | ------- | ----- | ------ |
| 1.  | Türkei         | 10  | 7 | 2 | 1 | 019:600 | +13   | 23     |
| 2.  | Schweden       | 10  | 5 | 4 | 1 | 019:600 | +13   | 19     |
| 3.  | Slowakei       | 10  | 4 | 4 | 2 | 013:700 | +6    | 16     |
| 4.  | Moldau         | 10  | 2 | 3 | 5 | 006:130 | −7    | 09     |
| 5.  | Aserbaidschan  | 10  | 2 | 3 | 5 | 004:170 | −13   | 09     |
| 6.  | Nordmazedonien | 10  | 1 | 2 | 7 | 006:180 | −12   | 05     |

Spielergebnisse
| 1. September 2000 |  | Aserbaidschan  | – | Schweden       | 0:5 |
| 1. September 2000 |  | Türkei         | – | Moldau         | 1:0 |
| 2. September 2000 |  | Slowakei       | – | Nordmazedonien | 2:0 |
| 6. Oktober 2000   |  | Moldau         | – | Slowakei       | 0:3 |
| 6. Oktober 2000   |  | Nordmazedonien | – | Aserbaidschan  | 1:2 |
| 6. Oktober 2000   |  | Schweden       | – | Türkei         | 0:0 |
| 10. Oktober 2000  |  | Aserbaidschan  | – | Türkei         | 1:2 |
| 10. Oktober 2000  |  | Moldau         | – | Nordmazedonien | 3:0 |
| 10. Oktober 2000  |  | Slowakei       | – | Schweden       | 1:1 |
| 23. März 2001     |  | Türkei         | – | Slowakei       | 0:1 |
| 23. März 2001     |  | Schweden       | – | Nordmazedonien | 2:0 |
| 24. März 2001     |  | Aserbaidschan  | – | Moldau         | 0:0 |
| 27. März 2001     |  | Nordmazedonien | – | Türkei         | 1:4 |
| 27. März 2001     |  | Slowakei       | – | Aserbaidschan  | 5:0 |
| 28. März 2001     |  | Moldau         | – | Schweden       | 0:2 |

### Gruppe 5
Tabelle
| Pl. | Land     | Sp. | S | U | N | Tore    | Diff. | Punkte |
| --- | -------- | --- | - | - | - | ------- | ----- | ------ |
| 1.  | Ukraine  | 10  | 6 | 1 | 3 | 014:130 | +1    | 19     |
| 2.  | Polen    | 10  | 5 | 3 | 2 | 020:140 | +6    | 18     |
| 3.  | Norwegen | 10  | 6 | 0 | 4 | 021:120 | +9    | 18     |
| 4.  | Belarus  | 10  | 5 | 1 | 4 | 021:140 | +7    | 16     |
| 5.  | Armenien | 10  | 4 | 2 | 4 | 010:150 | −5    | 14     |
| 6.  | Wales    | 10  | 0 | 1 | 9 | 004:220 | −18   | 01     |

Spielergebnisse
| 1. September 2000 |  | Belarus  | – | Wales    | 4:1 |
| 1. September 2000 |  | Norwegen | – | Armenien | 5:1 |
| 1. September 2000 |  | Ukraine  | – | Polen    | 2:2 |
| 6. Oktober 2000   |  | Armenien | – | Ukraine  | 1:2 |
| 6. Oktober 2000   |  | Polen    | – | Belarus  | 0:4 |
| 6. Oktober 2000   |  | Wales    | – | Norwegen | 0:2 |
| 10. Oktober 2000  |  | Belarus  | – | Armenien | 5:0 |
| 10. Oktober 2000  |  | Polen    | – | Wales    | 2:1 |
| 10. Oktober 2000  |  | Norwegen | – | Ukraine  | 3:1 |
| 23. März 2001     |  | Armenien | – | Wales    | 1:0 |
| 23. März 2001     |  | Ukraine  | – | Belarus  | 1:0 |
| 24. März 2001     |  | Norwegen | – | Polen    | 1:2 |
| 27. März 2001     |  | Belarus  | – | Norwegen | 1:0 |
| 27. März 2001     |  | Polen    | – | Armenien | 1:1 |
| 27. März 2001     |  | Wales    | – | Ukraine  | 0:3 |

### Gruppe 6
Tabelle
| Pl. | Land       | Sp. | S | U | N | Tore    | Diff. | Punkte |
| --- | ---------- | --- | - | - | - | ------- | ----- | ------ |
| 1.  | Belgien    | 6   | 4 | 1 | 1 | 008:200 | +6    | 13     |
| 2.  | Kroatien   | 6   | 3 | 2 | 1 | 009:600 | +3    | 11     |
| 3.  | Schottland | 6   | 2 | 2 | 2 | 006:600 | ±0    | 08     |
| 4.  | Lettland   | 6   | 0 | 1 | 5 | 003:120 | −9    | 01     |

Spielergebnisse
| 1. September 2000 |  | Lettland   | – | Schottland | 1:3 |
| 1. September 2000 |  | Belgien    | – | Kroatien   | 2:1 |
| 6. Oktober 2000   |  | Lettland   | – | Belgien    | 0:2 |
| 10. Oktober 2000  |  | Kroatien   | – | Schottland | 3:1 |
| 23. März 2001     |  | Kroatien   | – | Lettland   | 2:1 |
| 23. März 2001     |  | Schottland | – | Belgien    | 0:1 |

### Gruppe 7
Tabelle
| Pl. | Land                    | Sp. | S | U | N | Tore    | Diff. | Punkte |
| --- | ----------------------- | --- | - | - | - | ------- | ----- | ------ |
| 1.  | Frankreich              | 8   | 6 | 2 | 0 | 016:600 | +10   | 20     |
| 2.  | Spanien                 | 8   | 5 | 1 | 2 | 013:700 | +6    | 16     |
| 3.  | Israel                  | 8   | 4 | 0 | 4 | 016:130 | +3    | 12     |
| 4.  | Österreich              | 8   | 2 | 2 | 4 | 007:140 | −7    | 08     |
| 5.  | Bosnien und Herzegowina | 8   | 0 | 1 | 7 | 005:170 | −12   | 01     |

Spielergebnisse
| 1. September 2000                                              |                           | Bosnien und Herzegowina | – | Spanien                 | 0:2 |
| 3. September 2000                                              |                           | Frankreich              | – | Israel                  | 3:0 |
| 6. Oktober 2000                                                | Brest (Finistère)         | Frankreich              | – | Österreich              | 2:1 |
| Tore: 1:0 Luyindula (43.), 2:0 Dalmat (45.), 2:1 Mair (65.)    |                           |                         |   |                         |     |
| 6. Oktober 2000                                                |                           | Spanien                 | – | Israel                  | 1:0 |
| 10. Oktober 2000                                               | Eggenburg                 | Österreich              | – | Spanien                 | 2:1 |
| Tore: 0:1 Couñago (10.), 1:1 Linz (41., Elfm.), 2:1 Linz (50.) |                           |                         |   |                         |     |
| 11. Oktober 2000                                               |                           | Israel                  | – | Bosnien und Herzegowina | 2:1 |
| 15. November 2000                                              |                           | Bosnien und Herzegowina | – | Frankreich              | 0:1 |
| 28. Februar 2001                                               |                           | Israel                  | – | Frankreich              | 3:4 |
| 23. März 2001                                                  | Zenica                    | Bosnien und Herzegowina | – | Österreich              | 0:0 |
| 25. März 2001                                                  |                           | Spanien                 | – | Frankreich              | 1:1 |
| 27. März 2001                                                  | Wien (Franz-Horr-Stadion) | Österreich              | – | Israel                  | 0:2 |
| Tore: 0:1 Zandberg (15.), 0:2 Sarfati (48., Elfm.)             |                           |                         |   |                         |     |

### Gruppe 8
Tabelle
| Pl. | Land     | Sp. | S | U | N | Tore    | Diff. | Punkte |
| --- | -------- | --- | - | - | - | ------- | ----- | ------ |
| 1.  | Italien  | 8   | 6 | 1 | 1 | 014:500 | +9    | 19     |
| 2.  | Rumänien | 8   | 5 | 2 | 1 | 013:500 | +8    | 17     |
| 3.  | Ungarn   | 8   | 5 | 3 | 0 | 012:900 | +3    | 18     |
| 4.  | Litauen  | 8   | 2 | 6 | 0 | 005:170 | −12   | 12     |
| 5.  | Georgien | 8   | 1 | 7 | 0 | 009:170 | −8    | 10     |

Spielergebnisse
| 2. September 2000 |  | Rumänien | – | Litauen  | 3:0* |
| 2. September 2000 |  | Ungarn   | – | Italien  | 0:3  |
| 6. Oktober 2000   |  | Litauen  | – | Georgien | 2:1  |
| 6. Oktober 2000   |  | Italien  | – | Rumänien | 1:1  |
| 10. Oktober 2000  |  | Litauen  | – | Ungarn   | 0:1  |
| 10. Oktober 2000  |  | Italien  | – | Georgien | 3:2  |
| 23. März 2001     |  | Ungarn   | – | Litauen  | 4:1  |
| 23. März 2001     |  | Rumänien | – | Italien  | 0:1  |
| 27. März 2001     |  | Georgien | – | Rumänien | 0:3  |
| 27. März 2001     |  | Italien  | – | Litauen  | 1:0  |

| * | Das Spiel endete 2:0 für Rumänien, wurde jedoch nachträglich wegen eines unberechtigten Spielers bei Litauen mit 3:0 für Rumänien strafbeglaubigt |

### Gruppe 9
Tabelle
| Pl. | Land         | Sp. | S | U | N | Tore    | Diff. | Punkte |
| --- | ------------ | --- | - | - | - | ------- | ----- | ------ |
| 1.  | England      | 8   | 5 | 1 | 2 | 018:800 | +10   | 16     |
| 2.  | Griechenland | 8   | 5 | 1 | 2 | 014:600 | +8    | 16     |
| 3.  | Deutschland  | 8   | 5 | 1 | 2 | 018:700 | +11   | 16     |
| 4.  | Finnland     | 8   | 1 | 1 | 6 | 007:200 | −13   | 04     |
| 5.  | Albanien     | 8   | 1 | 1 | 6 | 003:190 | −16   | 04     |

Spielergebnisse
| 1. September 2000 |                   | Finnland     | – | Albanien     | 3:0 |
| 1. September 2000 | Lübeck            | Deutschland  | – | Griechenland | 2:1 |
| Tore: 1:0 Freier (46.), 2:0 Bierofka (70.). 2:1 Kazantzis (87.)                                                                                |                   |              |   |              |     |
| 6. Oktober 2000 |                   | Griechenland | – | Finnland     | 3:1 |
| 6. Oktober 2000 | Derby             | England      | – | Deutschland  | 1:1 |
| Tore: 1:0 Bramble (45.), 1:1 Bierofka (87.) |                   |              |   |              |     |
| 10. Oktober 2000 |                   | Albanien     | – | Griechenland | 0:1 |
| 10. Oktober 2000 |                   | Finnland     | – | England      | 2:2 |
| 23. März 2001 | Köln (Köln-Süd)   | Deutschland  | – | Albanien     | 8:0 |
| Tore: 1:0 Bierofka (42.), 2:0 Bierofka, (56.) 3:0 Ernst (58.), 4:0 Bruns (64.), 5:0 Rahn (66.), 6:0 Timm (80.), 7:0 Timm (85.), 8:0 Timm (88.) |                   |              |   |              |     |
| 23. März 2001 |                   | England      | – | Finnland     | 4:0 |
| 27. März 2001 |                   | Albanien     | – | England      | 0:1 |
| 27. März 2001 | Athen (Kesariani) | Griechenland | – | Deutschland  | 2:0 |
| Tore: 1:0 Kyriazis (28., Elfm.), 2:0 Amanatidis (90.)                                                                                          |                   |              |   |              |     |

## Entscheidungsspiele für den Einzug in die Endrunde
Für die Entscheidungsspiele um den Einzug in die Endrunde waren die neun Gruppensieger und die sieben besten Zweitplatzierten qualifiziert.
| Datum |              | Ergebnis  |              | Ort                         |
| --- | ------------ | --------- | ------------ | --------------------------- |
| 9. November 2001 | Schweden     | 3:2       | Belgien      | Helsingborg (Olympia)       |
| Tore: 1:0 Berglund (6.), 1:1 Van Dooren (44.), 2:1 Källström (50.), 2:2 Soetaers (64.), 3:2 Wilhelmsson (89.)                                              |              |           |              |                             |
| 13. November 2001 | Belgien      | 2:0       | Schweden     | Gent                        |
| Tore: 1:0 de Wilde (8.), 2:0 Van Dooren (20.) |              |           |              |                             |
| Gesamt: | Schweden     | 3:4       | Belgien      |                             |
| |              |           |              |                             |
| 9. November 2001 | Griechenland | 3:0       | Türkei       | Ioannina                    |
| Tore: 1:0 Vakouftsis (47.), 2:0 Salpingidis (88.), 3:0 Amanatidis (90.+2')                                                                                 |              |           |              |                             |
| 13. November 2001 | Türkei       | 2:1       | Griechenland | İzmit                       |
| Tore: 1:0 Serhat (26.), 1:1 Nastos (57.), 2:1 Ismail Güldüren (80., Elfm.)                                                                                 |              |           |              |                             |
| Gesamt: | Griechenland | 4:2       | Türkei       |                             |
| |              |           |              |                             |
| 9. November 2001 | Niederlande  | 2:2       | England      | Utrecht                     |
| Tore: 1:0 Van der Vaart (25.), 2:0 Kuyt (37.), 2:1 Davis (45.), 2:2 Dunn (58.)                                                                             |              |           |              |                             |
| 13. November 2001 | England      | 1:0       | Niederlande  | Derby                       |
| Tore: 1:0 Carrick (72.) |              |           |              |                             |
| Gesamt: | Niederlande  | 2:3       | England      |                             |
| |              |           |              |                             |
| 10. November 2001 | Spanien      | 2:1       | Portugal     | Jaén                        |
| Tore: 1:0 Couñago (25.), 1:1 Hélder Postiga (32.), 2:1 Xisco (81.)                                                                                         |              |           |              |                             |
| 13. November 2001 | Portugal     | 1:0       | Spanien      | Faro                        |
| Tore: 1:0 Hugo Leal (77.) |              |           |              |                             |
| Gesamt: | Spanien      | 2:2(a)    | Portugal     |                             |
| |              |           |              |                             |
| 10. November 2001 | Kroatien     | 1:1       | Tschechien   | Split                       |
| Tore: 1:0 Andrić (21.), 1:1 Vachoušek (30.) |              |           |              |                             |
| 13. November 2001 | Tschechien   | 0:0       | Kroatien     | Teplice                     |
| Tore: keine |              |           |              |                             |
| Gesamt: | Kroatien     | (a)1:1(a) | Tschechien   |                             |
| |              |           |              |                             |
| 10. November 2001 | Polen        | 2:5       | Italien      | Warschau (Wojska Polskiego) |
| Tore: 0:1 Bonazzoli (4.), 0:2 Bonazzoli (38.), 0:3 Ferrari, (45.) 0:4 Maccarone (79.), 1:4 Lewandowski (87.), 2:4 Gorawski (90.+1'), 2:5 Iaquinta (90.+2') |              |           |              |                             |
| 14. November 2001 | Italien      | 0:0       | Polen        | Reggio Calabria             |
| Tore: keine |              |           |              |                             |
| Gesamt: | Polen        | 2:5       | Italien      |                             |
| |              |           |              |                             |
| 10. November 2001 | Rumänien     | 0:1       | Frankreich   | Bukarest (Cotroceni)        |
| Tore: 0:1 Malbranque (10.) |              |           |              |                             |
| 14. November 2001 | Frankreich   | 4:0       | Rumänien     | Brest                       |
| Tore: 1:0 Sorlin (13.), 2:0 Sorlin (60.), 3:0 Cissé (39.), 4:0 Cissé (41.)                                                                                 |              |           |              |                             |
| Gesamt: | Rumänien     | 0:5       | Frankreich   |                             |
| |              |           |              |                             |
| 11. November 2001 | Ukraine      | 1:2       | Schweiz      | Kiew (Valeri Lobanovskiy)   |
| Tore: 0:1 Frei (39.), 1:1 Voronin (71.), 1:2 Muff (90.) |              |           |              |                             |
| 14. November 2001 | Schweiz      | 2:1       | Ukraine      | Aarau                       |
| Tore: 0:1 Akopyan (63.), 1:1 Cabanas (70., Elfm.), 2:1 Frei (78., Elfm.)                                                                                   |              |           |              |                             |
| Gesamt: | Ukraine      | 2:4       | Schweiz      |                             |

## Endrundenteilnehmer
Für die Endrunde der U-21-Fußball-Europameisterschaft 2002, die in der Zeit vom 16. bis 28. Mai 2002 in der Schweiz ausgetragen wurde, hatten sich folgende Nationen qualifiziert:
| Gruppe A | Gruppe B     |
| -------- | ------------ |
| England  | Belgien      |
| Italien  | Frankreich   |
| Portugal | Griechenland |
| Schweiz  | Tschechien   |